# Konstruktív bizalmatlansági szavazás
A konstruktív bizalmatlansági szavazás (németül konstruktives Misstrauensvotum, spanyolul moción de censura constructiva) a bizalmatlansági szavazás egy formája. Konstruktív bizalmatlansági indítvány esetén a parlament csak úgy vonhatja meg a bizalmat a kormányfőtől, ha egyúttal megválasztja utódját is. Ezt a fajta szavazást Nyugat-Németországban alkalmazták először. Azóta része lett olyan más országok jogrendszerének is, mint Albánia, Belgium, Izrael, Lesotho, Magyarország, Lengyelország, Szlovénia és Spanyolország.

## Fordítás
Ez a szócikk részben vagy egészben  a   Constructive vote of no confidence című angol Wikipédia-szócikk ezen változatának fordításán alapul.  Az eredeti cikk szerkesztőit annak laptörténete sorolja fel. Ez a jelzés csupán a megfogalmazás eredetét és a szerzői jogokat jelzi, nem szolgál a cikkben szereplő információk forrásmegjelöléseként.